# جيروم فرنانديز
جيروم فرنانديز (بالفرنسية: Jérôme Fernandez) مواليد 7 مارس 1977 في فرنسا، هو لاعب كرة يد فرنسي يلعب كظهير أيسر. مثل منتخب فرنسا لكرة اليد. شارك في دورة الألعاب الأولمبية الصيفية سنة 2000.

## المسيرة الاحترافية
لعب مع نادي مونبلييه لكرة اليد في الدوري الفرنسي من سنة 1999 إلى 2002، ثم لعب مع نادي برشلونة لكرة اليد في الدوري الإسباني من سنة 2002 إلى 2008، ثم انضم إلى نادي ثيوداد ريال لكرة اليد من سنة 2008 إلى 2010، ثم لعب مع نادي كيل لكرة اليد في الدوري الإسباني في موسم 2010–2011.

## تمثيل المنتخب
مثل منتخب بلاده في البطولات التالية:
- بطولة العالم لكرة اليد للرجال 2015
- بطولة أوروبا لكرة اليد للرجال 2012
- بطولة أوروبا لكرة اليد للرجال 2014
- الألعاب الأولمبية الصيفية 2012

## الإنجازات
- بطولة العالم : 2001، 2009، 2011، 2015
- البطولة الأوروبية : 2006، 2010، 2014
- دوري أبطال أوروبا لكرة اليد : 2005
- كأس أوروبا لكرة اليد : 2003
- كأس السوبر الأوروبية : 2004
- الدوري الإسباني لكرة اليد : 2003

## روابط خارجية
- جيروم فرنانديز على موقع IMDb (الإنجليزية)

- جيروم فرنانديز على موقع الاتحاد الأوروبي لكرة اليد (الإنجليزية)
- جيروم فرنانديز على موقع الاتحاد الفرنسي لكرة اليد (الفرنسية)
- جيروم فرنانديز على موقع نادي كيل لكرة اليد (الألمانية)
- جيروم فرنانديز على موقع اللجنة الأولمبية الدولية (الإنجليزية)
- جيروم فرنانديز على موقع أوليمبيديا (الإنجليزية)
- جيروم فرنانديز على موقع اللجنة الأولمبية الفرنسية (مؤرشف) (الفرنسية)